# IC 1561
IC 1561 ist eine Balken-Spiralgalaxie vom Hubble-Typ SBb im Sternbild Walfisch am Südsternhimmel. Sie ist rund 174 Millionen Lichtjahre von der Milchstraße entfernt.
Entdeckt wurde das Objekt am 3. November 1898 von DeLisle Stewart.